# Villardiegua de la Ribera (kommunhuvudort)
Villardiegua de la Ribera är en kommunhuvudort i Spanien.   Den ligger i provinsen Provincia de Zamora och regionen Kastilien och Leon, i den nordvästra delen av landet, 240 km nordväst om huvudstaden Madrid. Villardiegua de la Ribera ligger 763 meter över havet och antalet invånare är 158.
Terrängen runt Villardiegua de la Ribera är varierad. Runt Villardiegua de la Ribera är det mycket glesbefolkat, med 6 invånare per kvadratkilometer. Närmaste större samhälle är Villalcampo, 11,3 km öster om Villardiegua de la Ribera. Trakten runt Villardiegua de la Ribera består i huvudsak av gräsmarker.